# Aquitano-roman
L'aquitano-roman (ou vasco-roman) est une forme de transition du latin populaire qui s'est développée en Aquitaine protohistorique, à l'image de la romanisation des Gaulois pour la formation du gallo-roman.

## Histoire

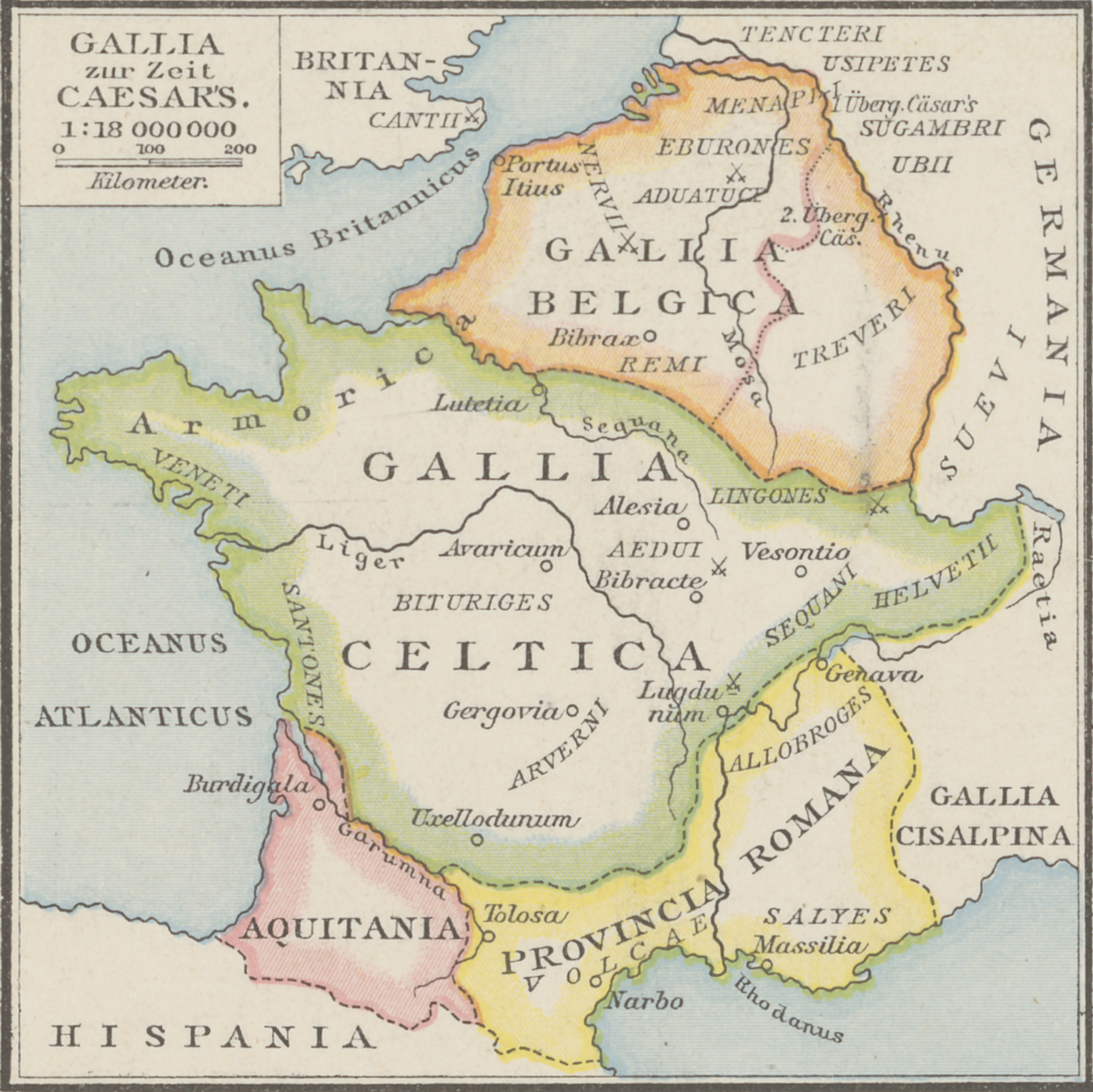
Le territoire Aquitania.

Le triangle délimité par les Pyrénées au sud, l'océan Atlantique à l'ouest et la Garonne au nord, est nommé Aquitania  par Jules César. Les peuples de ce territoire parlent l'aquitain ou aquitan, proto-basque. Vers l'est, à partir de Tolosa (Toulouse) riveraine de la Garonne, se trouve la Gaule transalpine (nommée ensuite Gaule narbonnaise) conquise par les Romains depuis 120 av. J.-C.. La province Aquitania est, elle, conquise par Publius Crassus, officier de César, en l'an 56 av. J.-C. pendant la guerre des Gaules.
Il y a ainsi un décalage dans le temps, de 70 ans environ, dans l'intégration à l'Empire romain : il aura lieu en Aquitania sous Auguste, successeur de César. La romanisation de ces peuples entraîne la formation d'une langue romane, nommée aquitano-romane par certains,, conservant un substrat aquitain.
La romanisation a commencé dans les villes, avant les campagnes. Après la fin de l'empire romain d'Occident au Ve siècle, l'évolution linguistique conduira au fil des siècles aux parlers gascons et béarnais situés entre les Pyrénées, l'océan Atlantique et la Garonne (puis l'Ariège vers les Pyrénées). Un ensemble linguistique, d'origine  aquitano-romane, qui a en commun ce substrat aquitain.

## Etudes
Les études de philologie, de toponymie, et d’épigraphie (latine surtout) concernant des inscriptions aquitaines de l'Antiquité, ont montré que l’aquitain est apparenté aux langages proto-basques.
L’étude de documents (monnaies) du VIe siècle montre la présence dans le texte de traits caractéristiques du gascon.
L'ancien gascon des textes de la deuxième partie du Moyen Âge (à partir du XIIe siècle) fait l'objet de travaux de recensement pour établir des bases de données électroniques.
Le linguiste Gerhard Rohlfs a publié les mots apparentés en basque et gascon, notamment dans les domaines de noms de plantes, noms d'animaux, terminologie pastorale, configuration du terrain. En conclusion, le gascon et le basque partagent de nombreux mots pré-latins.